# Região Centro (Burquina Fasso)
O Centro (francês: Centre) é uma das treze regiões administrativas de Burquina Fasso criadas em 2 de julho de 2001. Sua capital é a cidade de Uagadugu.

## Províncias
A Região Centro é constituída por apenas uma província:
- Kadiogo

## Demografia
| 1985    | 1996    | 2006      |
| 633 965 | 941 894 | 1 727 390 |